# Evarcha wulingensis
Evarcha wulingensis är en spindelart som beskrevs av Peng X., Xie L., Kim 1993. Evarcha wulingensis ingår i släktet Evarcha och familjen hoppspindlar. Inga underarter finns listade i Catalogue of Life.